# Klotrimazol
Klotrimazól je  širokospektralna protiglivična učinkovina, ki deluje fungistatično in je učinkovita proti dermatofitom in plesnim ter trihomonasom. Uporablja se na primer pri nožničnih glivičnih okužbah, kandidozi v ustih, glivičnih kožnih boleznih, atletskem stopalu in dermatofitiji dimelj. Svetovna zdravstvena organizacija ga uvršča na seznam nujnih zdravil, ki zajema najpomembnejša zdravila, potrebna za zagotavljanje osnovne zdravstvene oskrbe.
V Sloveniji je na voljo pod zaščitenimi imeni Canesten (v različnih farmavcevtskih oblikah: krema, vaginalne tablete ...), Canifug (dermalno pršilo) in Lotriderm (krema s klotrimazolom in betametazonom).

## Uporaba
Klotrimazol je na voljo v zdravilih brez recepta v različnih farmacevtskih oblikah (kreme, vaginalne tablete ...) in v zdravilih na recept (v obliki pastil za uporabo v ustni votlini – v Sloveniji take oblike ni na voljo). Topično se uporablja pri nožničnih (kreme ali vaginalne tablete) ali kožnih glivičnih okužbah, pastile pa se uporabljajo pri kandidozi v ustni votlini pri bolnikih z nevtropenijo.
Pri kandidozi v ustni votlini se oobičajno uporablja petkrat na dan v obdobju 14 dni, pri kožnih glivičnih okužbah dvakrat dnevno dva do sedem tednov in pri nožničnih okužbah enkrat dnevno tri do sedem tednov.
V kombinaciji z betametazonom v obliki kreme se uporablja pri različnih oblikah kožnih glivičnih okužb.
Uporablja se pri otrocih in odraslih.

### Nosečnost
Pri topični ali nožnični uporabi se sicer lahko absorbirajo v sistemski krvni obtok majhne količine učinkovine, vendar se lahko klotrimazol po potrebi varno uporablja tudi pri nosečnicah za zdravljenje glivičnih okužb.

## Neželeni učinki
Pri oralni uporabi klotrimazola se lahko pojavijo srbenje, slabost in bruhanje. Pri več kot 10 odstotkih bolnikov, ki uporabljajo oralne oblike klotrimazola, pride do motenj v delovanju jeter, zato je ob uporabi klotrimazola potrebno redno spremljanje delovanje jeter. Pri nožnični uporabi se pri manj kot 10 odstotkih bolnic pojavi pekoč občutek v nožnici. Pri manj kot enem odstotku bolnic se pojavljajo naslednji neželeni učinki: poliurija, srbenje, suhost ali oteklina v nožnici, nožnični izcedek, pekoč občutek na spolnem udu spolnega partnerja bolnice, ki uporablja pripravek klotrimazola v nožnici.  
Kreme s klotrimazolom vsebujejo maščobne snovi, ki lahko zmanjšajo učinkovitost zaščite s kondomom ali diafragmo.

## Součinkovanje z drugimi zdravili
Pri topični uporabi klotrimazola ni poznanih znatnih interakcij z drugimi zdravili, vendar sočasna uporaba klotrimazola z drugimi lokalnimi pripravki ni priporočljiva.
Pri oralni uporabi klotrimazola se pojavljajo součinkovanja z drugimi zdravili, saj je klotrimazol zaviralec citokromov P450, predvsem izooblike CYP3A4. Posledično lahko pride do serumskih zvišanj koncentracij učinovin, ki se presnavljajo s citokromi P450.

## Mehanizem delovanja
Klotrimazol se veže na fosfolipide v glivni celični opni in zavre biosintezo ergosterola in drugih sterolov, ki so pomembni gradnih celične membrane. Posledično se spremeni prepustnost glivne celične stene, kar vodi v izgubljanje znotrajceličnih sestavin v okolje in v celično smrt. 